# Charles Jules Edmée Brongniart
Charles Jules Edmée Brongniart (Parigi, 11 febbraio 1859 – Parigi, 18 aprile 1889) è stato un entomologo e paleontologo francese.
Un pioniere nel campo della paleontologia, ha fatto importanti contributi per la comprensione dell'evoluzione degli insetti. Egli è ricordato per i suoi studi di carboniferi trovati a Commentry, in Francia.

## Pubblicazioni principali
- Les Hyménoptères fossiles, 1881 – Hymenoptera fossili.[2]
- Sur un gigantesque Neurorthoptère, provenant des terrains houillers de Commentry (Allier), 1884.
- Les Insectes fossiles des terrains primaires : coup d'oeil rapide sur la faune entomologique des terrains paléozoïques, avec 5 planches en héliogravure, 1885 .[2]
- Tableaux de zoologie (classification) (Hermann, Parigi, 1886, riedito nel 1887, 1888).
- Con Henri Fayol (1841–1925), Études sur le terrain houiller de Commentry (Saint-Étienne, 1887–1888).
- Histoire naturelle populaire. L'homme et les animaux (E. Flammarion, Parigi, 1892).
- Recherches pour servir á l'histoire des insectes fossiles des temps primaires : procédées d'une étude sur la nervation des ailes des insectes, 1893 – La ricerca per quanto riguarda la storia della paleontologia, ecc (preceduta da uno studio sulla nervatura delle ali degli insetti).
- Guide du naturaliste voyageur, enseignement spécial pour les voyageurs. Insectes, myriapodes, arachnides, crustacés (Fils de E. Deyrolle, Paris, 1894).
- Con Eugène Louis Bouvier (1856–1944), Instructions pour la recherche des animaux articulés (Autun, 1896).
- Apercu sur les insectes fossiles en general, 1896 – Panoramica sugli insetti fossili in generale.[3]